# Тензор электромагнитного поля
Тензор электромагнитного поля — антисимметричный дважды ковариантный тензор, являющийся обобщением напряжённости электрического и индукции магнитного поля для произвольных преобразований координат. Он используется для инвариантной формулировки уравнений электродинамики, в частности, с его помощью можно легко обобщить электродинамику на случай наличия гравитационного поля.

## Определение
Тензор электромагнитного поля определяется через 4-потенциал по формуле
{\displaystyle \mathrm {F} _{\mu \nu }={\frac {\partial A_{\nu }}{\partial x^{\mu }}}-{\frac {\partial A_{\mu }}{\partial x^{\nu }}}.}
Хотя он выражается через обычные производные, а не ковариантные, он является тензором относительно произвольных преобразований координат. Это следует из того, что то же выражение можно записать через ковариантные производные:
{\displaystyle \mathrm {F} _{\mu \nu }={\frac {\partial A_{\nu }}{\partial x^{\mu }}}-{\frac {\partial A_{\mu }}{\partial x^{\nu }}}=\partial _{\mu }A_{\nu }-\partial _{\nu }A_{\mu }.}
Если рассматривать 4-потенциал как 1-форму на пространстве-времени, то тензор электромагнитного поля выражается как внешняя производная
{\displaystyle F=\mathbf {d} A.}
Отсюда также очевидна его инвариантность.

## Свойства
- {\displaystyle F_{\mu \nu }} — антисимметричный тензор 2-го ранга, имеет 6 независимых компонент.
- Преобразования координат сохраняют два инварианта, следующих из тензорных свойств поля[1]:

{\displaystyle \ F^{\mu \nu }F_{\mu \nu }=2(B^{2}-E^{2})={\text{inv}},}
{\displaystyle {\frac {1}{2}}\epsilon ^{\mu \nu \sigma \rho }F_{\mu \nu }F_{\sigma \rho }=-4\left(\mathbf {E} \cdot \mathbf {B} \right)={\text{inv}}.}

## Выражение для компонент
Ковариантные компоненты тензора электромагнитного поля имеют вид
{\displaystyle F_{\mu \nu }={\begin{pmatrix}0&E_{x}&E_{y}&E_{z}\\-E_{x}&0&-B_{z}&B_{y}\\-E_{y}&B_{z}&0&-B_{x}\\-E_{z}&-B_{y}&B_{x}&0\end{pmatrix}}.}
Такая зависимость антисимметричного тензора от двух векторов условно записывается как
{\displaystyle F_{\mu \nu }=(\mathbf {E} ,\mathbf {B} ).}
Контравариантные компоненты (в пространстве с метрикой Минковского) имеют вид
{\displaystyle F^{\mu \nu }=\partial ^{\mu }A^{\nu }-\partial ^{\nu }A^{\mu }}

({\displaystyle \partial ^{i}=-\partial _{i}}) 
{\displaystyle F^{\mu \nu }={\begin{pmatrix}0&-E_{x}&-E_{y}&-E_{z}\\E_{x}&0&-B_{z}&B_{y}\\E_{y}&B_{z}&0&-B_{x}\\E_{z}&-B_{y}&B_{x}&0\end{pmatrix}},}
что обозначается как
{\displaystyle F^{\mu \nu }=(-\mathbf {E} ,\mathbf {B} ).}
Таким образом, оказывается, что векторы электрического и магнитного полей преобразуются в общем случае линейных преобразований не как векторы, а как компоненты тензора типа (0, 2). Закон их преобразований при переходе в систему отсчёта, движущуюся со скоростью V вдоль оси X, имеет вид
{\displaystyle {\begin{aligned}E_{x}&=E_{x}',&E_{y}&={\frac {E_{y}'+{\frac {V}{c}}B_{z}'}{\sqrt {1-{\frac {V^{2}}{c^{2}}}}}},&E_{z}&={\frac {E_{z}'-{\frac {V}{c}}B_{y}'}{\sqrt {1-{\frac {V^{2}}{c^{2}}}}}},\\B_{x}&=B_{x}',&B_{y}&={\frac {B_{y}'-{\frac {V}{c}}E_{z}'}{\sqrt {1-{\frac {V^{2}}{c^{2}}}}}},&B_{z}&={\frac {B_{z}'+{\frac {V}{c}}E_{y}'}{\sqrt {1-{\frac {V^{2}}{c^{2}}}}}}.\end{aligned}}}

## Применение
Непосредственно из определения следует, что
{\displaystyle \mathbf {d} F=0.}
В компонентах это выражение принимает вид
{\displaystyle \varepsilon _{\mu \rho \nu \sigma }{\frac {\partial F_{\mu \rho }}{\partial x^{\nu }}}={\frac {\partial F_{\mu \rho }}{\partial x^{\nu }}}+{\frac {\partial F_{\rho \nu }}{\partial x^{\mu }}}+{\frac {\partial F_{\nu \mu }}{\partial x^{\rho }}}=0,}
где {\displaystyle \varepsilon _{\mu \rho \nu \sigma }} — символ Леви-Чивиты для 4-мерного пространства. Если расписать это выражение через компоненты векторов электрического и магнитного поля, то оно совпадёт с первой парой уравнений Максвелла:
{\displaystyle \operatorname {div} \mathbf {B} =0,}
{\displaystyle \operatorname {rot} \mathbf {E} =-{\frac {1}{c}}{\frac {\partial \mathbf {B} }{\partial t}}.}
Вторая пара уравнений Максвелла выражается (в Гауссовой СГС) через тензор электромагнитного поля и 4-ток как
{\displaystyle \partial _{\nu }F^{\mu \nu }=-{\frac {4\pi }{c}}j^{\mu },}
где {\displaystyle j^{\mu }} — вектор 4-тока.
Также можно записать их через звёздочку Ходжа:
{\displaystyle d*F={\frac {4\pi }{c}}J.}
Сила Лоренца (и, соответственно, дифференциальное уравнение для движения заряда в четырёхмерной форме) выражается через вектор 4-скорости частицы и заряд {\displaystyle e} по формуле:
{\displaystyle {\mathcal {F}}^{\mu }=mc{\dfrac {du^{\mu }}{ds}}={\dfrac {e}{c}}F^{\mu \nu }u_{\nu }.}

## Запись в дифференциальной форме
Пусть в заданной системе отсчёта используются координаты {\displaystyle x^{0}=ct,x^{1}=x,x^{2}=y,x^{3}=z} и их дифференциалы {\displaystyle dx^{0},dx^{1}=dx,dx^{2}=dy,dx^{3}=dz}. Тогда в них можно записать:
- Электрическое поле {\displaystyle \mathbf {E} =E_{x}dx+E_{y}dy+E_{z}dz=d\varphi }
- Магнитное поле {\displaystyle \mathbf {B} =B_{x}dy\wedge dz+B_{y}dz\wedge dx+B_{z}dx\wedge dy=d(A_{1}dx+A_{2}dy+A_{3}dz)=dA}
- Электромагнитное поле {\displaystyle F=dt\wedge \mathbf {E} +\mathbf {B} =dt\wedge d\varphi +dA=d(A-\varphi dt)}
- Первое уравнение Максвелла

{\displaystyle dF=0}
- Второе уравнение Максвелла

{\displaystyle d(*F)={\frac {4\pi }{c}}\mathbf {J} }
- Первый инвариант э/м поля

{\displaystyle *((*F)\wedge F)=F^{\mu \nu }F_{\mu \nu }=2(B^{2}-E^{2})}
- Второй инвариант э/м поля

{\displaystyle *(F\wedge F)={\frac {1}{2}}\epsilon ^{\mu \nu \sigma \rho }F_{\mu \nu }F_{\sigma \rho }=-4\left(\mathbf {E} \cdot \mathbf {B} \right)}